# 顳顎關節功能障礙
顳顎關節功能障礙（Temporomandibular joint dysfunction，簡寫成TMD或TMJD） 是因為顳顎關節和此關節活動有關的咀嚼肌造成的功能障碍和疼痛的一系列問題。最常發生的症状是顳顎关节和周围肌肉的疼痛。其他症状包括关节活動時出現声音、顳顎關節活动力下降、僵硬以及面部或颈部疼痛。虽然沒有其它并发症，但症狀可能持续很长。
多数情况，原因不明。有许多理论，包括受伤、骨关节炎、肌肉、神经和心理的影響。在排除其他可能原因後，依症状诊断。
建议的處置包括吃软食、冰敷、服用非類固醇消炎药和使用護牙套。物理治疗和压力管理也可能有效。然而，不应长期使用護牙套。此外，也應避免手术治疗。一般來說，復原狀況良好。
成年人中，有近40%的人會有不同程度的症狀，每年的發生率约4%。它是继牙痛之后，第二常见引起口臉部疼痛的原因。主要发生在30至40岁的人群中。女性發病率較高。现代的第一次描述是1814年，尽管对这个问题的讨论可以追溯到古埃及年代 。